# Conan II av Bretagne
Conan II av Bretagne, född 1033, död 1066, var en regerande hertig av Bretagne från 1040 till 1066. 